# Музей модерної скульптури Михайла Дзиндри
Музе́й моде́рної скульпту́ри Миха́йла Дзи́ндри — єдиний в Україні музей модерної скульптури. Розташований у смт Брюховичі (вул. Музейна, 16), що неподалік від Львова.
Тут експонується понад 800 творів модерного мистецтва, серед яких кольоровані скульптури вільної форми, пластичних асоціацій, об'ємні абстракції та рельєфи.

## Історія

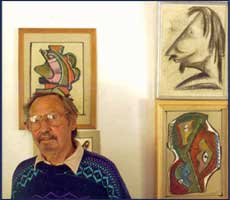
Михайло Дзиндра на тлі своїх робіт (у правому кутку — графічний автопортрет)

Активний період творчості Михайла Дзиндри припав на Америку, але після здобуття Україною незалежності, Дзиндра, маючи 71 рік, повернувся додому з мрією заснувати тут щось таке, чого не було досі, а саме музей модерного мистецтва.
|  | Я повернувся в Україну, тому що відчував свій борг перед нею, я ж тут народжений з діда-прадіда. Я тішусь, що щастя мав і так багато зробив. |

Зрозумівши, що держава не допоможе йому у створенні музею, він вирішив відкрити його самотужки, витративши на це 13 років і понад 100 тисяч доларів. У 2005 році, подолавши безліч перепон, Михайло Дзиндра нарешті втілює цю мрію. Митець привіз до України 807 своїх скульптур, які подарував державі в особі Львівської галереї мистецтв.

## Музей
Площа музею 1450 м², не має ніяких перегородок чи поділів — один величезний зал. Величезна кількість витворів просто вражає. Коли детальніше придививитись до них, розумієш, кожна з них — це індивідуальність, частина багатого внутрішнього світу автора.
В музеї нема табличок з назвами творів, можна ходити і вигадувати власні. Проте після цього варто попросити провести екскурсію і дізнатися справжні назви. Скульптури росташовуються тісно одна біля одної, але це не зменшує їхньої монументальності.
Для того щоб збагнути, оцінити його роботи, не потрібно розумітись у мистецтві, мати якийсь певний інтелектуальний рівень. Основне — ввімкнути фантазію, тоді кожна скульптура з різних ракурсів розкривається по-новому. Митець наче залишив можливість нам додумувати, дотворювати разом з ним.
Політ думки Михайло Дзиндра втілив за допомогою двох простих речей — будівельної сітки та цементу. Вправно орудуючи цим незвичним для митців матеріалом, український скульптор протоптав стежку до модерну у досить популярному ремеслі скульптури.
Музей працює кожного дня окрім понеділка, часто там проводяться різноманітні творчі вечори і мистецькі дійства. На місці майже завжди є дружина митця — пані Софія, яка може розповісти про творчість і життя геніального скульптора.

## Експонати
Експонується понад 800 скульптур, створених в Америці, а також маски, зроблені в Україні. Окрім того в доробку автора є понад 800 малюнків.

## Події
8 листопада 2006 року у Львівській галереї мистецтв відкрили виставку графіки Михайла Дзиндри та малою  пластикою та приурочену його 85-річчю.
11 вересня 2008 року в Музеї модерної скульптури Михайла Дзиндри, що в Брюховичах, пройшов виступ театру тіней з Харкова. Акція була приурочена до річниці з дня смерті Михайла Дзиндри.
20 травня 2015 року Музей модерної скульптури Михайла Дзиндри відзначив десяту річницю з дня заснування.

## Згадки у ЗМІ
- Руслан Багінський присвятив новий проєкт творчості скульптора Михайла Дзиндри